# Kamil Małecki
Pour les articles homonymes, voir Małecki.
Kamil Małecki, né le 2 janvier 1996 à Bytów, est un coureur cycliste polonais.

## Biographie
Fin juillet 2019, il est sélectionné pour représenter son pays aux championnats d'Europe de cyclisme sur route. Il s'adjuge à cette occasion la quarante-deuxième place de la course en ligne.

## Palmarès
- 2014
  - 2e du championnat de Pologne sur route juniors
- 2017
  - 2e étape de la Carpathian Couriers Race
  - 2e de la Carpathian Couriers Race
- 2018
  - Grand Prix Doliny Baryczy Milicz
  - 2e du Tour de Hongrie
- 2019
  - CCC Tour-Grody Piastowskie : 
    - Classement général
    - 2e étape

  - Bałtyk-Karkonosze Tour : 
    - Classement général
    - 4e étape

  - 2e du Memorial im. J. Grundmanna J. Wizowskiego
- 2020
  - 6e du Tour de Pologne

## Résultats sur les grands tours

### Tour d'Italie
1 participation
- 2020 : 68e

### Tour d'Espagne
1 participation
- 2022 : 125e

## Classements mondiaux
| Année                                 | 2017  | 2018 | 2019 | 2020 | 2021  | 2022  | 2023 | 2024 |
| ------------------------------------- | ----- | ---- | ---- | ---- | ----- | ----- | ---- | ---- |
| Classement mondial                    | 1204e | 396e | 362e | 241e | 2339e | 1881e | nc   | 511e |
| UCI Europe Tour                       | 784e  | 215e | 293e | 200e | 1561e | 1212e | nc   | nc   |
|                                       |       |      |      |      |       |       |      |      |
| Légende : nc = non classéSource : UCI |       |      |      |      |       |       |      |      |